# 로고스 (건담 시리즈)
로고스(영어: Logos, 일본어: ロゴス)는 TV 애니메이션 《기동전사 건담 SEED DESTINY》에 등장하는 가공의 조직이다.

## 개요
애니메이션 《기동전사 건담 SEED DESTINY》에서 제5화부터 로고스 멤버인 캐릭터가 등장하고, 제19화 및 제33화에서 그 존재가 구두로 설명되었다.
설정을 담당한 모리타 시게루의 인터뷰에 의하면, 로고스는 역대 미국 대통령을 결정해 전쟁을 일으키고 끝내는 것에 관여해 왔으며, 인류의 악의가 모여있는 것과 같은 존재라고 한다. 하지만 치바 토모히로는 자신의 작품 《기동전사 건담 SEED DESTINY ASTRAY》에서 역사 속에서 인류에게 전쟁을 시켜온 것은 실은 "일족"이라며, "일족"이 로고스를 마음대로 쥐고 있었던 것이라고 했다. 이 대목은 애니메이션 본편 제작진과 《ASTRAY》 제작진 사이의 해석이 다소 엇갈린다.

## 같이 보기
- 기동전사 건담 SEED DESTINY